# Jaffové

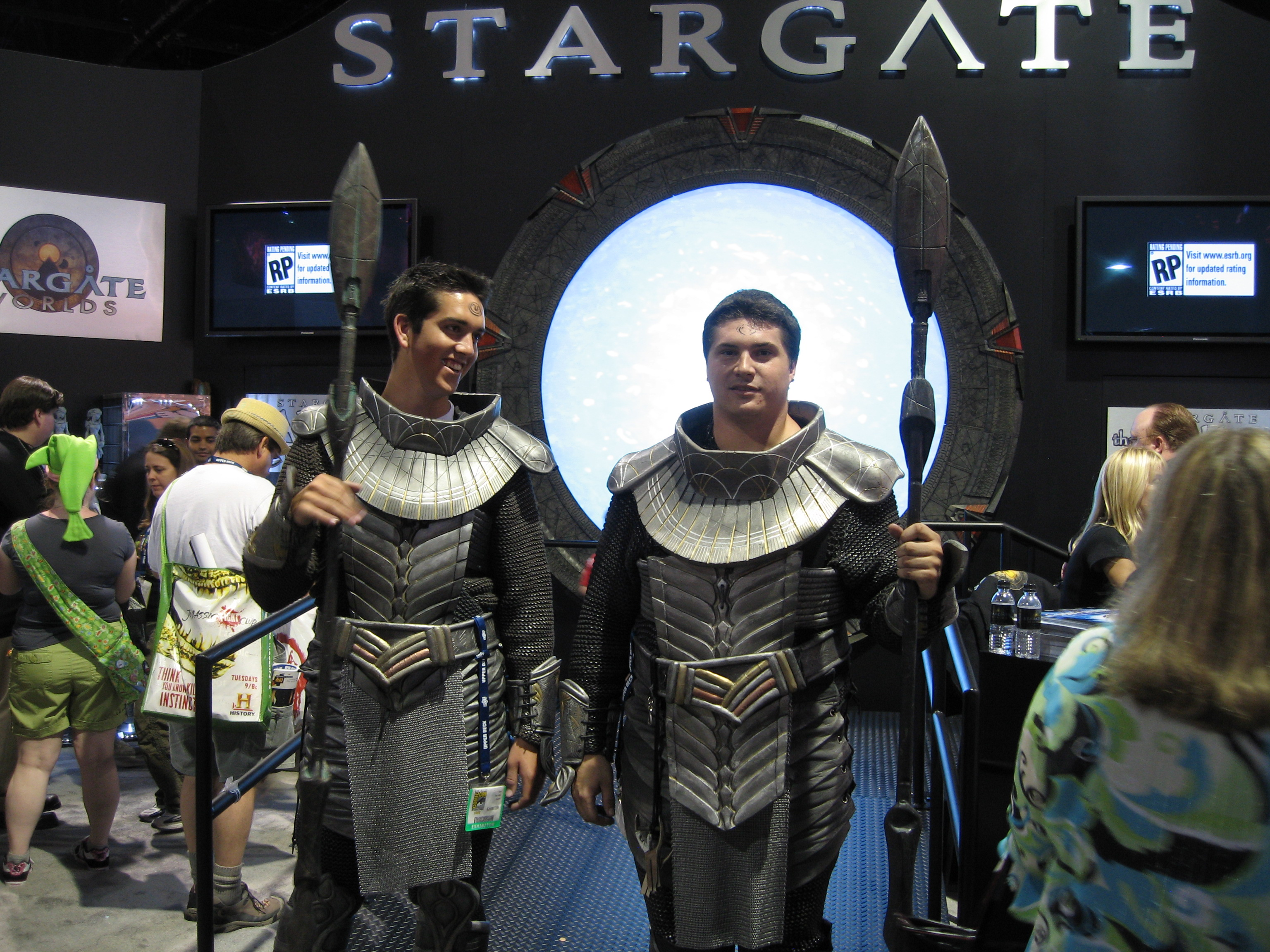
Kostýmy Jaffů na Comic Conu v roce 2008.

Jaffa (pl. Jaffové) jsou fiktivní mimozemskou rasou v seriálu Hvězdná brána.
Jaffa je fyziologicky upravený člověk využívaný jako voják a jako živý inkubátor pro nedospělé symbionty Goa'uldů. Jelikož i mladé larvy mají léčivé schopnosti, využili Goa'uldé lidí k populační explozi symbiontů. Goa´uldi je začali využívat pro lepší vývoj osobnosti symbiontů, protože před tím byla šance na úspěšně spojení s hostitelem 50%. Neúspěšné spojení většinou vedlo ke smrti symbionta a hostitele. Břišní dutina Jaffy je upravena – vnitřnosti jsou přeskupeny a je vytvořen břišní vak, ve kterém larva dospívá několik let. Po dospění larvy je nutné symbionta vyměnit za mladého, neboť ten dospělý začne do těla Jaffy vypuzovat látky, které ho odmítají. Sám Jaffa nemůže bez symbionta přežít, protože symbiont mu nahrazuje imunitní systém – tak si Goa'uldi pojistili podrobení Jaffů. Avšak symbiont se dá nahradit Tretoninem, což je mimozemská lékařská látka založená na goa'uldských symbiontech a má stejné léčivé účinky jako symbiont, od šesté řady seriálu je používán Teal'cem a jeho mistrem Bra'tacem. Po porážce Goa´uldů se naprostá většina Jaffů zbavila svých symbiontů a začala užívat Tretonin.

## Jaffové
- Aron – Byl jedním z jaffských rebelů uvnitř Molochových řad, byl spojen s Ishtou a hnutím Hak'tyl. Když byl summit hnutí přepaden Molochem, Ishta a Teal'c jej podezřívali, že by mohl být zrádcem, ale Aron prokázal svou oddanost, když zachránil Teal'ca před zajetím a pomáhal při boji proti Molochovým silám ručním zaměřováním laseru na Molocha k navedení řízených střel z SGC k jejich cíli. Moloch byl zabit a Aron se připojil k Bra'tacovi, Teal'covi a Tolokovi v Svobodní Jaffové. Účastnil se bitvy o chrám na Dakaře, připojil se k Bra'tacovi ve velení na jedné z mateřských lodí rebelů proti silám Ba'ala.
- Bra'tac – Bra'tac z Chulaku byl legendárním učitelem jaffských válečníků. Byl Prvním mužem Goa'ulda Apophise. Jako vůdce a učitel trénoval mnoho mladých Jaffů. Mezi jeho žáky byli Teal'c, Fro'tak, Va'lar a Moac. Bra'tac již dlouho věřil, že Goa'uldi jsou falešní bohové a využíval svou privilegovanou pozici u Apophise, aby připravil povstání. Jako Teal'cův rádce na Chulaku, Bra'tac viděl jiskru pochybností v svém mladém učedníkovi a trénoval ho jako svého následníka upevnováním jeho víry o falešných bozích do té doby, než se Teal'c obrátil proti Apophisovi a připojil se k Tau'ri. Od té doby pak pokračoval ve vedení svých několika, ale loajálních stoupenců v odporu proti Goa'uldům.
- Gerak – byl dříve Prvním mužem menšího Goa'ulda Montu a s vytvořením svobodného jaffského národa jeho prvním vůdcem. Gerak se také stal stoupencem Počátku a následně Převorem Oriů.
- Cha'ra – byl Prvním mužem Vládce soustavy Goa'ulda Molocha.
- Ishta – byla jaffská žena a vysoká kněžka, která kdysi sloužila Vládci soustavy Goa'uldu Molochovi do té doby, než vytvořila a vedla hnutí odporu Hak'tyl. Uzavřela spojenectví s Tau'ri a po první schůzce na Tau'ri si vytvořila důvěrný vztah s Teal'cem. Ishta byla také mezi těmi Jaffy, kteří přestali používat symbionty a začali používat Tretonin.
- Ka'lel
- Maz'rai
- Rak'nor
- Rya'c
- Teal'c